# Saoermag I van Iberië
Saoermag I van Iberië (Georgisch:საურმაგი I) was koning van koninkrijk Iberië, het huidige Georgië. Is traditiegetrouw de tweede koning van Georgië. Professor Toumanoff suggereerde dat hij regeerde tussen 234 en 159 voor Christus.
De leven van de Koningen geschreven circa 800 ziet Saoermag als zoon van zijn voorganger Parnavaz I van Iberië de stichter van de Parnavazische dynastie, en vanaf hier begint de erfopvolging op basis van eerstgeboorterecht.